# Gailroth
Gailroth ist ein Gemeindeteil der Gemeinde Schnelldorf im Landkreis Ansbach (Mittelfranken, Bayern). Die Gemarkung Gailroth hat eine Fläche von 8,669 km². Sie ist in 779 Flurstücke aufgeteilt, die eine durchschnittliche Fläche vo 11.128,68 m² haben. In ihr liegen neben dem namensgebenden Ort die Gemeindeteile Ebethof, Leitsweiler und Theuerbronn.

## Geographie
Durch das Dorf fließt der Seebach (im Unterlauf Schleifgraben genannt), ein linker Zufluss der Brettach. 0,75 km südwestlich liegt das Eichholz, 1 km nordöstlich das Finsterholz, das zur Schnelldorfer Hardt gehört, die Teil der Frankenhöhe ist.
Die Staatsstraße 2222/L 2222 führt nach Michelbach a.d.Lücke (0,9 km nordwestlich) bzw. zur Anschlussstelle 47 der A 6 (4 km südöstlich) bei Schnelldorf. Gemeindeverbindungsstraßen führen nach Schönbronn zur L 2247 (1,2 km westlich), nach Theuerbronn (1,7 km östlich) und nach Leitsweiler zur St 2247 (0,8 km nördlich).

## Geschichte
1424 kaufte Götz von Berlichingen (nicht identisch mit dem bekannten Götz von Berlichingen mit der eisernen Hand) die Güter des Berner von Reisenberg in Gailroth. Im Jahre 1471 wurde erwähnt, dass Gailroth zur Pfarrei Michelbach gehörte. 1581 kam Gailroth bis auf vier hohenlohisch-bartensteinische Untertanen in den Besitz von Hans Georg von Berlichingen. 1601 verkaufte dieser seine Güter an Christoph von Crailsheim zu Walsdorf und dessen Sohn Veit Christoph von Crailsheim. Im Jahre 1631 bekam Graf Georg von Schwarzenberg die Güter des Veit Christoph von Crailsheim vom Kaiser Ferdinand II. verliehen. Während des Dreißigjährigen Krieges verödete der Ort bis auf zwei Anwesen.
Gailroth lag ursprünglich im Fraischbezirk des ansbachischen Oberamtes Feuchtwangen. Im Jahre 1732 bestand der Ort aus 15 Anwesen. Grundherren waren das Amt Michelbach der Grafschaft Schwarzenberg (11 Anwesen) und das Amt Schnelldorf der Grafschaft Hohenlohe-Bartenstein (4 Höfe). In der Folgezeit wurde Gailroth an das ansbachische Oberamt Crailsheim abgetreten. Es gab zu dieser Zeit 16 Untertansfamilien. Von 1797 bis 1808 unterstand der Ort dem Justiz- und Kammeramt Crailsheim.
Mit dem Gemeindeedikt (frühes 19. Jahrhundert) wurde Gailroth dem Steuerdistrikt Wettringen zugeordnet. Wenig später entstand die Ruralgemeinde Gailroth, zu der Ebethof, Leitsweiler und Theuerbronn gehörten. Sie war in Verwaltung und Gerichtsbarkeit dem Landgericht Rothenburg und in der Finanzverwaltung dem Rentamt Rothenburg ob der Tauber zugeordnet (1919 in Finanzamt Rothenburg ob der Tauber umbenannt). Ab 1858 gehörte Gailroth zum Landgericht Schillingsfürst und ab 1862 zum Bezirksamt Rothenburg ob der Tauber (1939 in Landkreis Rothenburg ob der Tauber umbenannt). In der Gerichtsbarkeit blieb das Landgericht Schillingsfürst zuständig (1879 in Amtsgericht Schillingsfürst umbenannt), von 1928 bis 1973 war es das Amtsgericht Rothenburg ob der Tauber. Die Gemeinde hatte 1964 eine Gebietsfläche von 8,648 km². Im Zuge der Gebietsreform in Bayern wurde Gailroth am 1. Juli 1972 nach Schnelldorf eingemeindet.

### Bodendenkmäler
- Rothenburger Landhege[15]

### Einwohnerentwicklung
Gemeinde Gailroth
| Jahr      | 1818  | 1840   | 1852   | 1855   | 1861   | 1867   | 1871   | 1875   | 1880   | 1885   | 1890   | 1895   | 1900   | 1905   | 1910   | 1919   | 1925   | 1933   | 1939   | 1946   | 1950   | 1952   | 1961   | 1970   |
| Einwohner | 199   | 273    | 353    | 288    | 291    | 328    | 329    | 329    | 346    | 330    | 308    | 305    | 294    | 313    | 297    | 287    | 259    | 291    | 288    | 371    | 379    | 341    | 255    | 290    |
| Häuser    | 39    | 50     |        |        |        |        | 57     |        |        | 58     | 59     |        | 59     |        |        |        | 58     |        |        |        | 56     |        | 57     |        |
| Quelle    | [ 9 ] | [ 11 ] | [ 17 ] | [ 17 ] | [ 18 ] | [ 19 ] | [ 20 ] | [ 21 ] | [ 22 ] | [ 23 ] | [ 24 ] | [ 17 ] | [ 25 ] | [ 17 ] | [ 26 ] | [ 17 ] | [ 27 ] | [ 17 ] | [ 17 ] | [ 17 ] | [ 28 ] | [ 17 ] | [ 12 ] | [ 29 ] |

Ort Gailroth
| Jahr      | 001818 | 001840 | 001861 | 001871 | 001885 | 001900 | 001925 | 001950 | 001961 | 001970 | 001987 |
| Einwohner | 152    | 160    | 177    | 197    | 215    | 178    | 152    | 236    | 153    | 176    | 164    |
| Häuser    | 29     | 32     |        |        | 37     | 37     | 37     | 35     | 36     |        | 37     |
| Quelle    | [ 9 ]  | [ 11 ] | [ 18 ] | [ 20 ] | [ 23 ] | [ 25 ] | [ 27 ] | [ 28 ] | [ 12 ] | [ 29 ] | [ 1 ]  |

## Religion
Der Ort ist seit der Reformation evangelisch-lutherisch geprägt und bis heute nach St. Peter und Paul (Wettringen) gepfarrt. Die Einwohner römisch-katholischer Konfession sind nach Kreuzerhöhung (Schillingsfürst) gepfarrt.